# 元朗廣場

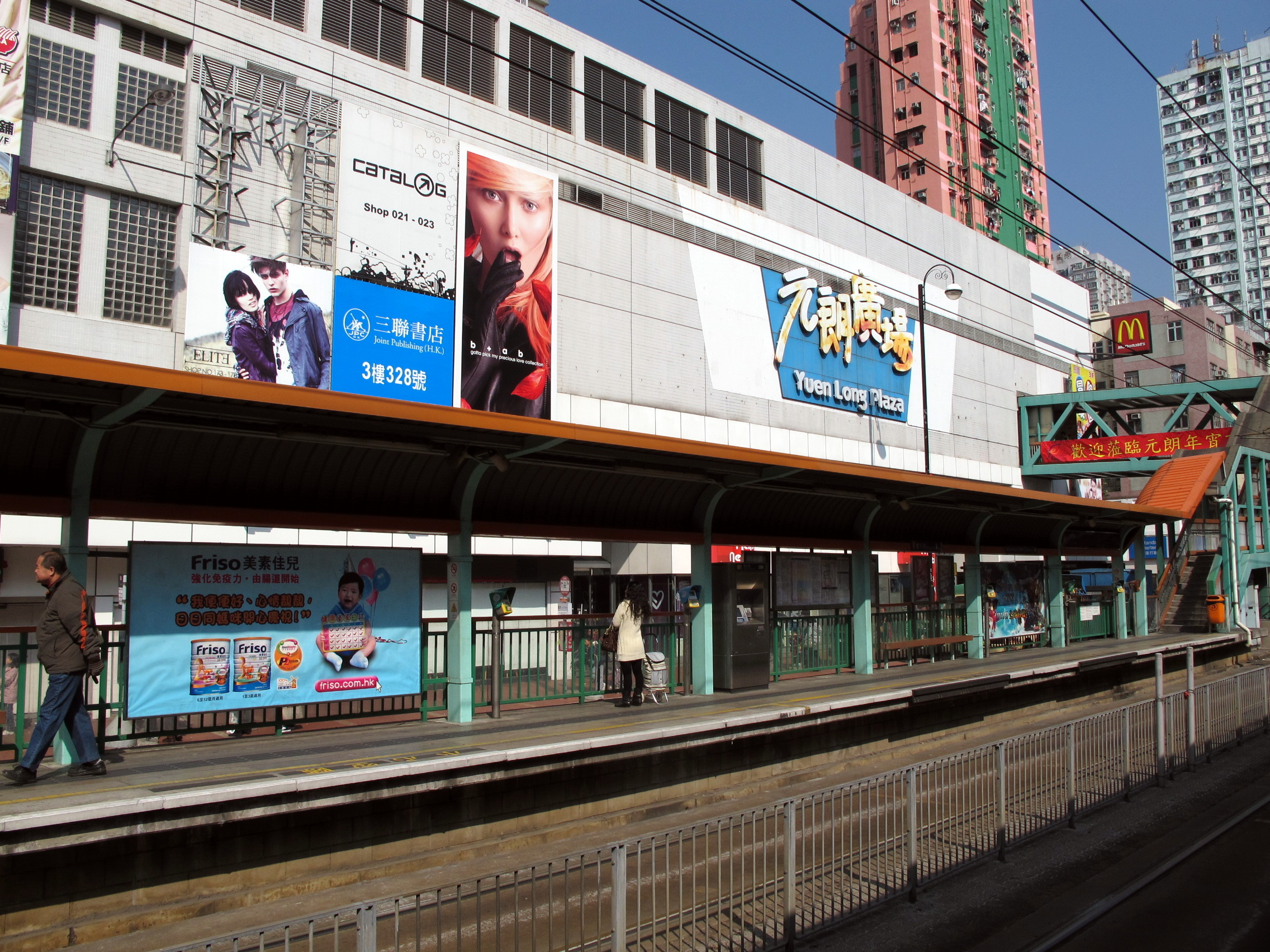
元朗廣場外觀

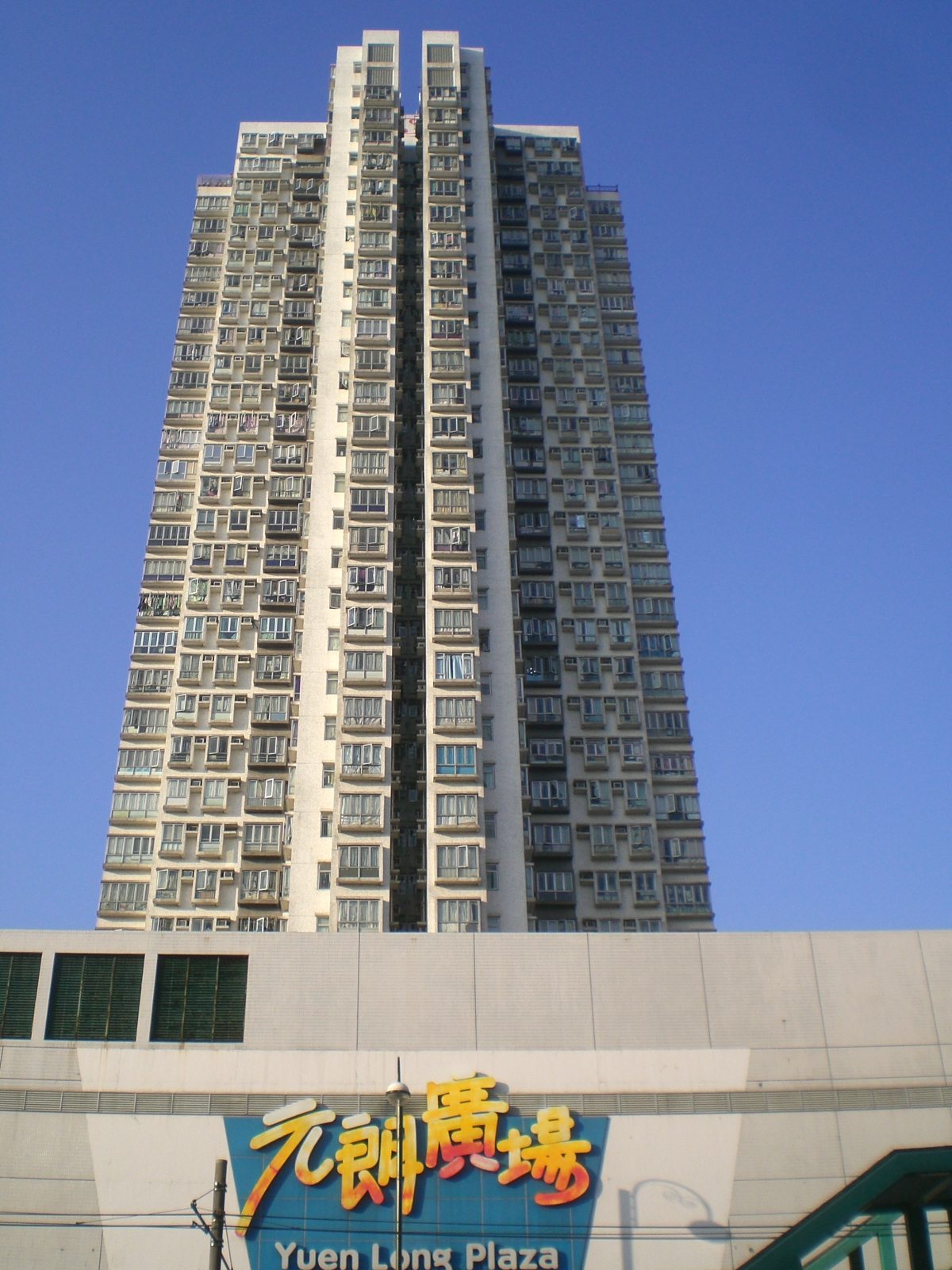
元朗廣場上的單幢式住宅

元朗廣場（英語：Yuen Long Plaza）是香港新界元朗的住宅物業和零售購物商場，位於青山公路元朗段249-251號，於1989年10月落成，由新鴻基地產發展。元朗廣場曾經是元朗最大的購物中心，直到YOHO MALL於2015年開業。

## 歷史
元朗廣場原址為九巴車廠，到1980年代末遷走。九龍巴士的大股東新鴻基地產在原地興建一座單幢樓住宅。

## 位置
商場位於青山公路元朗段的北側，鄰近元朗民政事務處、元朗警署、輕鐵豐年路站及元朗西巴士總站。

## 設施和配套
商場總面積15萬平方呎，樓高4層。地面設有佔地1,700平方英呎的展覽場地可作為推廣活動使用。場內集合各商舖及中西日式食肆多家。而配合政府延長朗屏邨對外的行人天橋計劃，商場2樓打通了兩條行人通道，北通朗屏邨及屯馬綫朗屏站，南可橫過青山公路元朗段及到達輕鐵豐年路站。

### 主要商舗
- 豐澤電器
- 蘇寧
- 三聯書店
- 麥當勞
- 肯德基
- 桂花小幸
- 吉野家
- 壽司郎
- 元氣壽司
- 星巴克
- 銀咖哩
- 潮館
- 莎莎
- 彩豐
- Euro go go
- 牛角日式燒肉
- 東海堂
- 日本城
- 萬寧
- 運動家專門店
- Catalog
- 馬拉松
- 一粥麵&米線陣
- b+ab
- Columbia
- 潮館
- K-swiss
- UNIQLO
- 眼鏡88
- 手作之店
- 周大福
- 周生生
- 英皇珠寶
- 六福珠寶
- MaBelle
- Colormix
- FANCL
- 美心西餅
- 東海堂
- 華御結
- 奇華餅家
- 鮮芋仙
- 天仁茗茶

## 住宅
住宅為單棟式物業，樓高28層，合共提供224伙單位，分3房2廳及2房1廳單位。平台花園設有一個25米的游泳池。現時由康業物業管理公司負責管理，平均管理費為$1200元。

## 2019冠狀病毒病
2022年2月，元朗廣場因為有多名清潔工、保安、客戶服務主任以及商鋪員工確診，多名確診者均曾到訪元朗廣場，懷疑整個元朗廣場有傳播，元朗廣場需暫時關閉徹底消毒。
2022年4月6日，元朗廣場再次被納入強制檢測公告，是自從強檢公告暫停一個月，在3月22日恢復後，首次包括商場。

## 鄰近設施
- 元朗警署及元朗警區總部
- 元朗西巴士總站
- 元朗民政事務處
- 元朗賽馬會健康院
- 家庭計劃指導會
- 元朗盲人安老院
- 喜利商場
- 元朗體育路
- 教育路
- 元朗大會堂
- 元朗劇院
- 元朗大球場
- 元朗游泳池

### 鄰近學校
- 元朗商會小學
- 元朗商會中學
- 元朗信義書院
- 趙聿修紀念中學
- 新界鄉議局元朗區中學